# Наго
На́го (яп. 名護市 Наго-си) — город в Японии, находящийся в префектуре Окинава. Площадь города составляет 210,38 км², население — 61 153 человека (1 августа 2014), плотность населения — 290,68 чел./км².

## Географическое положение
Город расположен на острове Окинава в префектуре Окинава региона Кюсю. С ним граничат посёлок Мотобу и сёла Накидзин, Огими, Хигаси, Гинодза, Онна.

## Население
Население города составляет 61 153 человека (1 августа 2014), а плотность — 290,68 чел./км². Изменение численности населения с 1980 по 2005 годы:
| 1980 | 45 991 чел. |  |
| 1985 | 49 038 чел. |  |
| 1990 | 51 154 чел. |  |
| 1995 | 53 955 чел. |  |
| 2000 | 56 606 чел. |  |
| 2005 | 59 463 чел. |  |

## Символика
Деревом города считается Ficus microcarpa, цветком — Leucolirion.

## Саммит G8
21–23 июля 2000 года в Наго состоялся 26-й саммит «большой восьмёрки»..